# Wspólnota administracyjna Heßdorf
Wspólnota administracyjna Heßdorf – wspólnota administracyjna (niem. Verwaltungsgemeinschaft) w Niemczech, w kraju związkowym Bawaria, w rejencji Środkowa Frankonia, w regionie Industrieregion Mittelfranken, w powiecie Erlangen-Höchstadt. Siedziba wspólnoty znajduje się w miejscowości Heßdorf, a jej przewodniczącym jest  Helmut Maar.
We wspólnocie zrzeszone są dwie gminy wiejskie (Gemeinde): 
- Großenseebach
- Heßdorf